# Глаука
Глаука, (грч. Glauke, лат. Glauce) је кћерка коринтског краља Креонта, који је пружио уточиште Јасону и његовој жени Медеји.

## Митологија
Глаука се, када је први пут угледала вођу Аргонаута, Јасона, који је био изузетно леп човек, одмах се заљубила у њега. Јасон је, са својом женом Медејом, када га је Пелејев син, Акаст, прогнао због убиства, потражио уточиште код Креонта.
Јасон је искористио заљубљеност Глауке и наговорио је да се уда за њега, јер је он том женидбом осигуравао и наследство на коринтском престолу.
Таман када је краљ Креонт прихватио женидбу и удају своје кћерке Глауке за Јасона, тада се у све то умешала Јасонова жена Медеја. Она је поклонила Глауки прекрасно одело натопљено отровом и скупоцену дијадему, која joj је, када је Глаука ставила, као бакарни обруч смртно стегла главу.
Тим даром, она не само да је убила Глауку, већ је убила и Креонта. Креонт је пришао својој кћерки, која је умирала и загрлио је, а отров са њеног одела продро је у његово тело и усмртио га.

## О Глауки
У неким верзијама мита о Аргонаутима и неким њиховим драмским обрадама, Глаука се назива још и Креуса.
У Коринту она је позната по имену Глаука, а остаци фонтана и врата, који су се сачували све до данашљих дана, носе њено име, а њена дијадема, или бакарни обруч је постао и пословица - стеже главу ограниченима.